# Ptinus constrictus
Ptinus constrictus is een keversoort uit de familie klopkevers (Ptinidae). De wetenschappelijke naam van de soort werd in 1922 gepubliceerd door Willis Stanley Blatchley.